# Bridgewater (hrabstwo Plymouth)
Bridgewater – jednostka osadnicza w Stanach Zjednoczonych, w stanie Massachusetts, w hrabstwie Plymouth.